# Italik

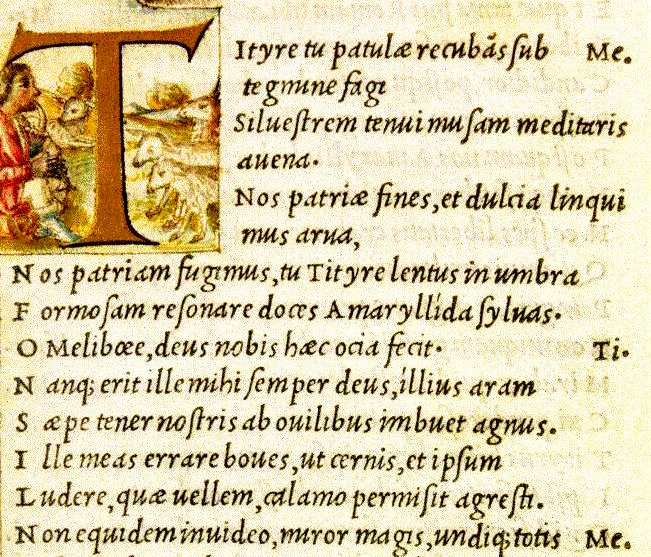
Italika stosowana przez Aldusa Manutiusa

Italik, italika – w polszczyźnie potocznej synonim kursywy, czyli każdej pochyłej odmiany pisma w postaci czcionki lub fontu. W terminologii profesjonalnej słowo to jest stosowane dość rzadko, bo tylko w swoim podstawowym znaczeniu dotyczącym historii typografii lub estetyki typograficznej.

## Historia
Pierwotnie była to potoczna nazwa kroju pisma wprowadzonego i znacznie spopularyzowanego przez bardzo znanego włoskiego wydawcę i drukarza Aldo Manuzio (łac. Aldus Manutius), żyjącego na przełomie XV i XVI w., dla którego krój ten (jak i wiele innych) został zaprojektowany przez włoskiego rytownika i odlewacza czcionek Francesco Griffo. Był to pierwszy krój pisma drukarskiego w postaci pochyłych minuskuł i z czasem stał się synonimem wszystkich pochyłych antykw renesansowych i barokowych (przejściowych) – bez różnicy, czy projektowanych w ich epokach, czy też np. w naszych czasach (gdyż pojęcia te odnoszą się do wyglądu znaków, a nie okresu powstania).

## Znaczenie współczesne
Dziś pojęcie italików jest stosowane popularnie, acz niezgodnie z nazewnictwem fachowym, na określenie wszelkich pochyłych antykw, nawet tych najnowocześniejszych, czyli znanych od XIX w. antykw typu grotesk i egipcjanka, a nawet w stosunku do krojów wyłamujących się swoim wyglądem tradycyjnym klasyfikacjom, o ile tylko występują prócz odmiany podstawowej właśnie w postaci pochylonej.
Terminu tego używa się jednocześnie na oznaczenie znaków automatycznie pochylanych w programach biurowych do edycji tekstu lub w profesjonalnych programach do składu i łamania publikacji. W najnowszych wersjach profesjonalnego oprogramowania DTP istnieje jednak tendencja do odchodzenia od umieszczania opcji do automatycznego pochylania pisma, jako opcji szkodzącej wyglądowi opracowywanego tekstu. Tekst pochylony powinien być bowiem składany krojami w odmianach pochylonych, które zawierają w sobie znacznie więcej zmian w porównaniu z krojami podstawowymi niż tylko automatyczne pochylenie znaków.

## Pochodzenie nazwy
W Polsce słowo „italik” zostało spopularyzowane wraz z upowszechnieniem się oprogramowania komputerowego i jest zapożyczeniem angielskiego słowa italic. Nie jest to jednak dokładna pożyczka, gdyż w terminologii angielskiej (i nie tylko) panuje spory rozrzut znaczeniowy – zarówno jeśli chodzi o terminologię dotyczącą odmian pisma, jak i nazw własnych poszczególnych krojów pisma (praktycznie każdy projektant stosuje tu własne zasady nazewnicze). Natomiast, jeśli chodzi o terminologię stosowaną w oprogramowaniu aplikacyjnym, to angielskie słowo italic stało się standardem zarówno jako nazwa opcji sztucznego pochylania znaków, jak i opcji wyboru kroju w stosownej odmianie. Można jedynie domniemywać, że słowo italic zdobyło tę pozycję w interfejsach programów jako krótsze od innych pokrewnych słów stosowanych w anglosaskim nazewnictwie typograficznym, jak np. cursive, oblique czy slanted. W Polsce utarło się te opcje w interfejsach oddawać jako „italik”.
W polskiej terminologii profesjonalnej, a także w zawodowym języku codziennym (typografowie, projektanci, redaktorzy techniczni, operatorzy DTP) słowa „italik” używa się (prócz nazw historycznych krojów pisma) wyłącznie na określenie stosownego przycisku czy opcji w programie, natomiast w odniesieniu do użycia znaków w postaci pochyłej używa się ściślejszego terminu „kursywa”. Tak więc np. redaktor techniczny prosi operatora DTP o wyróżnienie tekstu kursywą, a ten szuka w programie etykietki oznaczonej jako italic. Stosowanie słowa „kursywa” (jako ustalonego w polskiej tradycji nazewniczej i, co ważniejsze, jednoznacznego) jest również zalecane w opisach wszelkich zaleceń edytorskich, w publikacjach fachowych itd... Jest to tym bardziej ważne, że termin „kursywa” odnosi się nie tylko do pisma maszynowego, ale także do ogółu zagadnień literniczych, w tym do liternictwa, a także historii pisma (w tym pisma ręcznego, a więc sprzed ery druku). Można również wyrażać się elokwentniej w brzmieniu „pismo kursywne” lub prozaiczniej w brzmieniu „pismo pochyłe”. Natomiast „italik” jest w większości sytuacji zarezerwowany dla języka potocznego osób spoza branży.